# Золотарёв, Михаил Юрьевич
Михаил Юрьевич Золотарёв (13 февраля 1956, Москва — 22 декабря 2022) — мастер спорта по фехтованию на рапирах, заслуженный тренер России.

## Биография
Родился 13 февраля 1956 года в Свердловске(Екатеринбург). Стал заниматься фехтованием в 1970 году у тренера Ивана Манаенко, позже его педагогом стал Юрий Рудов.
Получил высшее образование, окончив Государственный Центральный ордена Ленина институт физической культуры.
Михаил Золотарёв выступал за команду «Динамо», Москва. Когда завершил свою спортивную карьеру, стал работать заместителем директора СДЮШОР «Динамо». В 1983 году стал тренировать спортсменов. С 1983 по 1989 год работал в «Динамо». В период с 1985 по 1989 год работал в сборной СССР. В 1989—1991 году жил и работал в Венгрии, с 1991 года опять работал в «Динамо». В 1999 году ему было присвоено звание «Заслуженный тренер России». В 2009 году стал работать в обществе «Юность Москвы».
Его ученики: серебряный призёр Олимпийских игр, чемпион мира Сергей Голубицкий, серебряный призёр в командной рапире на играх XXII Олимпиады в Москве Владимир Лапицкий, олимпийская чемпионка Светлана Бойко, Елена Гришина, Виктория Никишина, Татьяна Мясникова, Ольга Лобынцева, обладательница серебряной медали чемпионата Европы Диана Яковлева, Кристина Новалинська.
Скончался 22 декабря 2022 года.

## Награды
- Медаль ордена «За заслуги перед Отечеством II степени» (2010 год)[1]
- Почётный знак «За заслуги в спорте»[2]